# Carlos Belmonte González
Carlos Belmonte González (Albacete, 30 de noviembre de 1921-Albacete, 26 de marzo de 1998) fue un arquitecto y político español, alcalde de Albacete entre 1956 y 1960. Fue autor del Estadio Carlos Belmonte.

## Biografía
Nació el 30 de noviembre de 1921 en Albacete. Casado con María Jesús Jove Arechandieta en 1949. El matrimonio tuvo cuatro hijos. Como arquitecto proyectó en 1953 la iglesia de San Francisco de Asís en Franciscanos. Se convirtió en alcalde de Albacete en 1956, sucediendo en el cargo a Luis Martínez de la Ossa. Su mandato se extendió hasta 1960.
Durante su gobierno se implicó en la construcción de un nuevo estadio, que, como arquitecto, él mismo diseñó. Con capacidad para 12 500 espectadores, fue inaugurado el 9 de septiembre de 1960.
También fue el arquitecto de la sede del Museo Pedagógico y del Niño de Castilla-La Mancha, inaugurada en 1960. En 1971 proyectó el Colegio de Farmacéuticos de Albacete en la plaza de la Constitución. En 1977 diseñó la iglesia de El Buen Pastor.

## Reconocimientos
El estadio principal de la ciudad de Albacete, el Estadio Carlos Belmonte, lleva su nombre como reconocimiento a su labor como alcalde y arquitecto para la construcción de esta importante infraestructura deportiva de la capital albaceteña.

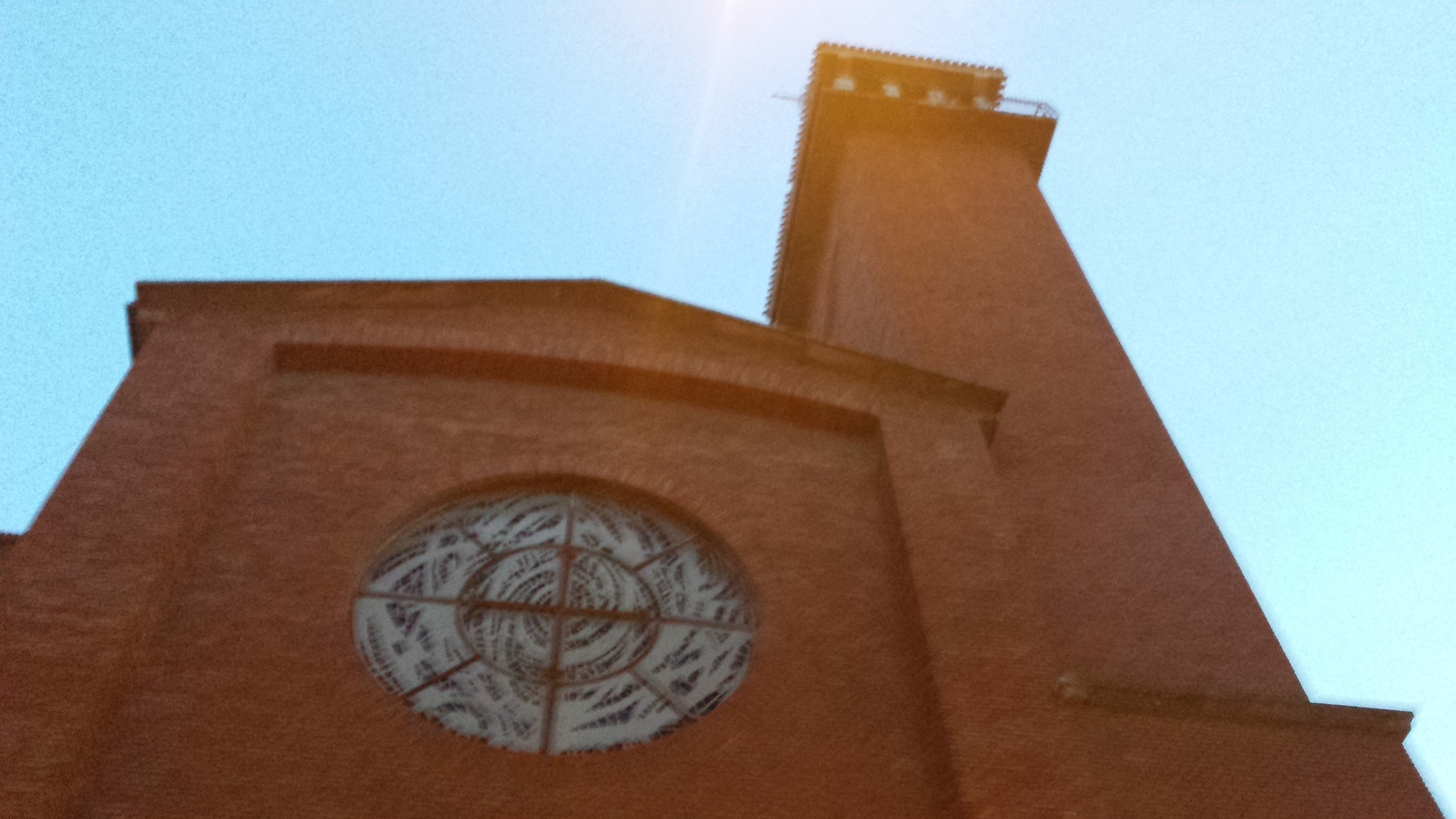
Iglesia de San Francisco de Asís (1953), Albacete
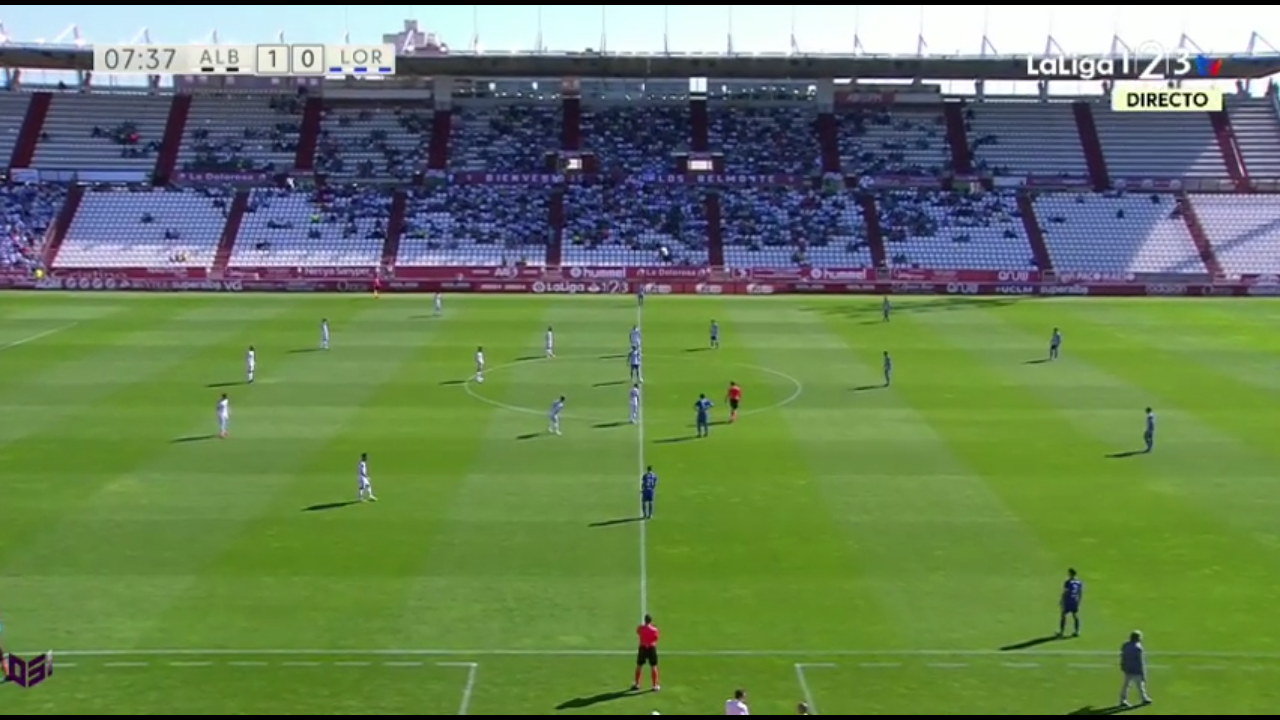
Estadio Carlos Belmonte (1960), Albacete
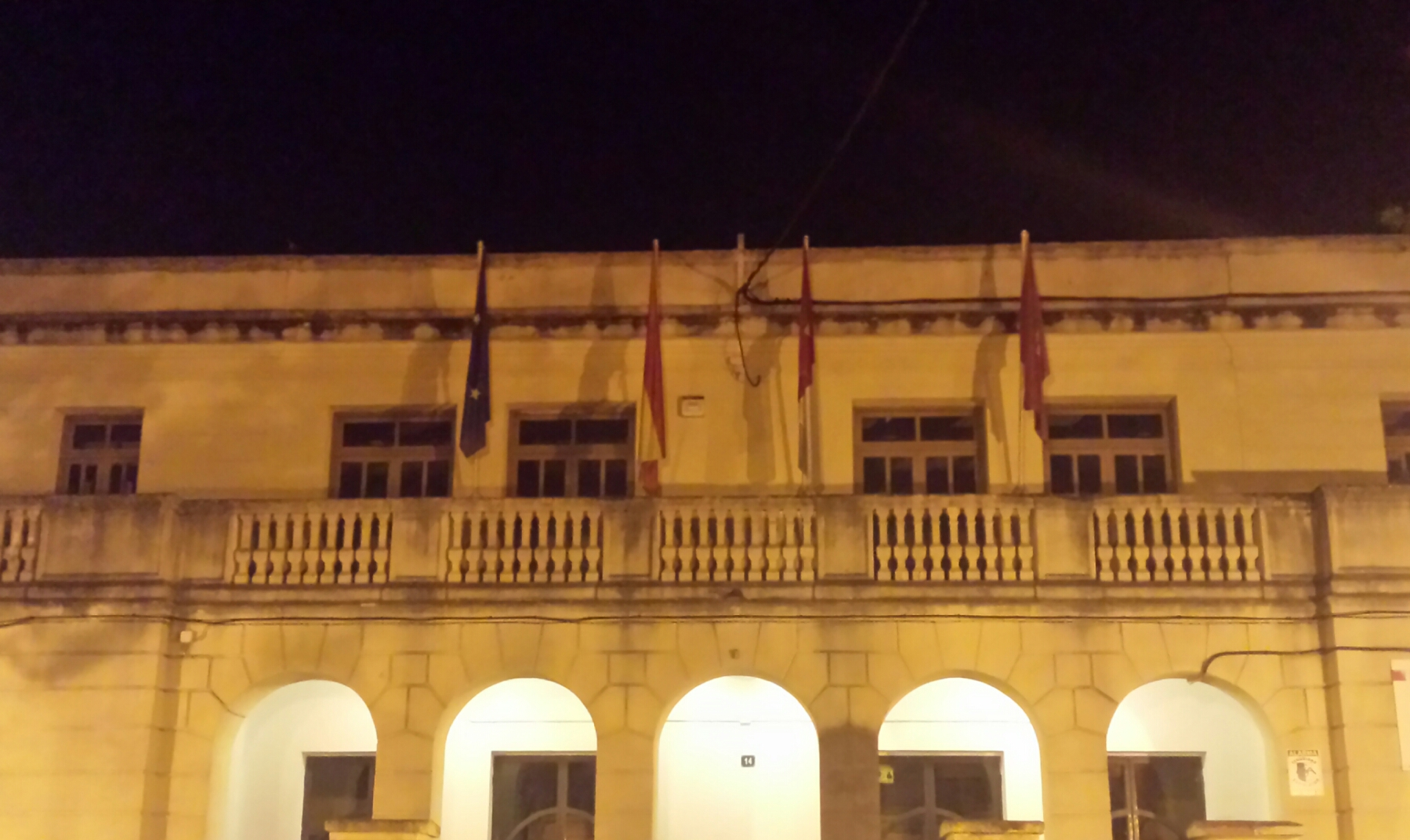
Sede del Museo Pedagógico y del Niño de Castilla-La Mancha (1960), Albacete